# Hussein Mponda

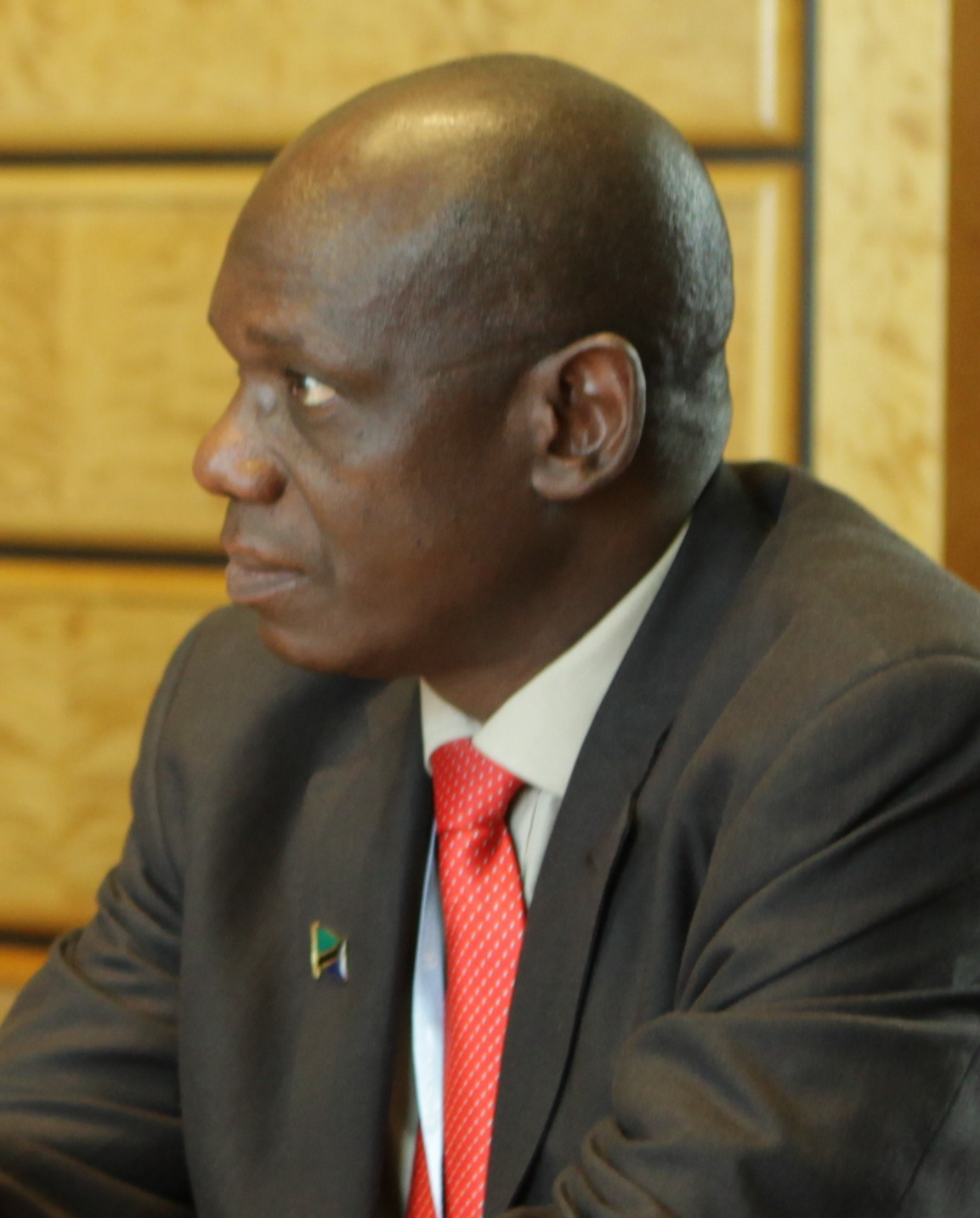
Haji Hussein Mponda (2011)

Haji Hussein Mponda (* 27. September 1958 in Tanganjika) ist ein tansanischer Politiker der Partei der Revolution CCM (Chama Cha Mapinduzi), der zwischen 2010 und 2020 Mitglied der Nationalversammlung (Bunge) sowie von 2010 bis 2012 Minister für Gesundheit und soziale Fürsorge war.

## Leben

### Studien, Manager und Gesundheitsforscher
Hussein Mponda besuchte von 1967 bis 1970 die Manda Chini Primary School sowie zwischen 1971 und 1973 die Nawenge Primary School, die er mit einem Certificate of Primary Education Examination (CPEE) beendete. Daraufhin absolvierte er von 1974 bis 1977 die Minaki Secondary School, an der ein Certificate of Secondary Education Examination (CSEE) erwarb, sowie zwischen 1978 und 1980 die Tosamaganga Secondary School, die er mit einem Advanced Certificate of Secondary Education Examination (ACSEE) beendete. Während der Schulzeit begann er sein politisches Engagement und war zwischen 1975 und 1976 Jugendsekretär eines Ortsvereins der Tanganyika African National Union (TANU), die sich 1977 mit der Afro-Shirazi Party (ASP) Sansibars zur Partei der Revolution CCM (Chama Cha Mapinduzi) zusammenschloss. 1980 begann er ein Studium der Wirtschaftswissenschaft am Institut für öffentliche Verwaltung, der heutigen Universität Mzumbe, das er 1984 mit einem Diplom abschloss. Daraufhin begann er seine berufliche Laufbahn von 1984 bis 1990 als Manager der zur Nationalen Entwicklungszusammenarbeit NDC (National Development Cooperation) gehörenden Aluminium Africa Ltd und erwarb 1987 ein weiteres Diplom am Institut für öffentliche Verwaltung. Danach wechselte er 1990 als Forschungsmitarbeiter für die Bereiche Marketing und Versorgung im Bereich Landmaschinen und -geräte zur NDC und übte diese Funktion bis 1995 aus. 
Daraufhin arbeitete Mponda zwischen 1996 und 2010 als Wissenschaftler für Gesundheitsforschung an dem 1956 von Rudolf Geigy gegründeten Ifakara Health Institute (IHI). Während dieser Zeit begann er 2001 zunächst ein postgraduales Studium an der Universität London, welches er 2002 mit einem Master of Health Science (MHS) beendete. Daneben engagierte sich von 2004 bis 2007 als Mitglied des Politischen Komitees eines Ortsvereins der CCM. 2006 begann er sein Promotionsstudium an der Universität London, das er 2010 mit einem Doktor der Medizin (Doctorate of Health) abschloss.

### Mitglied der Nationalversammlung und Minister für Gesundheit und soziale Fürsorge
2010 wurde Haji Hussein Mponda für die CCM erstmals Mitglied der Nationalversammlung (Bunge) und vertrat in dieser nach seiner Wiederwahl 2015 den Wahlkreis Malinyi bis 2020. 2010 wurde er Minister für Gesundheit und soziale Fürsorge (Minister of Health and Social Wealfare) im Kabinett von Premierminister Mizengo Pinda und bekleidete dieses Amt bis 2012. Zugleich war er zwischen 2010 und 2020 Mitglied des Politischen Komitees der CCM in einem Distrikt. 
Nach seinem Ausscheiden aus der Regierung engagierte sich Mponda in verschiedenen Gremien der Nationalversammlung und war zunächst von 2012 bis 2013 Mitglied des Ausschusses für Verfassung, Recht und Governance sowie im Anschluss 2014 kurzzeitig Mitglied des Ausschusses für regionale Verwaltung und lokale Regierungsangelegenheiten. In der darauf folgenden Legislaturperiode war er zwischen 2015 und 2018 Mitglied des Ausschusses für öffentliche Finanzen sowie zeitgleich Mitglied des Ausschusses für HIV- und AIDS-Angelegenheiten.

## Weblink
- Hon. Dr. Haji Hussein Mponda. In: Homepage der Nationalversammlung (Bunge). Abgerufen am 15. Juli 2023 (englisch).

| Personendaten    | Personendaten          |
| ---------------- | ---------------------- |
| NAME             | Mponda, Hussein        |
| ALTERNATIVNAMEN  | Haji (Namenszusatz)    |
| KURZBESCHREIBUNG | tansanischer Politiker |
| GEBURTSDATUM     | 27. September 1958     |
| GEBURTSORT       | Tanganjika             |